# Borci (Rača)
Borci (Servisch cyrillisch Борци) is een plaats in de Servische gemeente Rača. De plaats telt 389 inwoners (2002).